# Biebertal
Biebertal è un comune tedesco di 10 070 abitanti,, situato nel land dell'Assia.